# Županijski kanal (Gornje Bazje - Zidina)
Županijski kanal (Gornje Bazje - Zidina) este o arie protejată (sit de importanță comunitară — SCI) din Croația întinsă pe o suprafață de 151,32 ha, integral pe uscat.

## Localizare
Centrul sitului Županijski kanal (Gornje Bazje - Zidina) este situat la coordonatele 45°52′01″N 17°33′18″E / 45.867°N 17.555°E.

## Înființare
Situl Županijski kanal (Gornje Bazje - Zidina) a fost declarat sit de importanță comunitară în iulie 2013 pentru a proteja 1 specie de animale.

## Biodiversitate
Situată în ecoregiunea continentală, aria protejată nu include niciun habitat protejat.
La baza desemnării sitului se află o specie protejată de  pești: țigănuș (Umbra krameri).